# Логово белого червя (фильм)
«Логово белого червя» (англ. The Lair of the White Worm — фильм ужасов, снятый режиссёром Кеном Расселом по отдалённым мотивам одноимённого романа Брэма Стокера. Действие перенесено в современность, а сюжет радикально отличается от первоисточника.

## Сюжет
Территория бывшего англосаксонского королевства Мерсия, наши дни. Студент-археолог Энгус Флинт находит на ферме, которую арендуют две сестры Трент, странный череп. Находкой заинтересовывается местный землевладелец — молодой лорд Джеймс Д’Эмптон, чей предок, согласно легенде, победил местного дракона. Однако Джеймса опережает другая местная аристократка, леди Сильвия Марш, которая похищает череп. На деле Сильвия — бессмертная вампиресса, являющаяся адептом культа Дионина — местного божества, имеющего вид огромной змеи. Её дом Тэмпл-Хаус находится на месте бывшего языческого храма.
Сестры Трент, чьи родители пропали без вести год назад, возобновляют поиски, после того, как полицейским Эрни находит в пещерах Стоунрик часы Джо Трента. Расстроенная, Ева Трент покидает место поисков, но по дороге домой её похищает леди Сильвия, которая планирует принести её в жертву Дионину. Д’Эмптон, Флинт и Мэри Трент быстро понимают, что в пропаже девушки виновна хозяйка Тэмпл-Хауса.
Однако оказывается, что леди Сильвия не одинока — несколько местных жителей превращены ей в змеелюдей-вампиров. Таким становится и полицейский Эрни. Он обманом приводит Мэри в Тэмпл-Хаус. Девушку спасает только вмешательство Энгуса, который игрой на волынке пытается заворожить змеелюдей. Тем не менее, Сильвии удаётся укусить археолога и на какое-то время парализовать его.
В подземелье своего Тэмпл-Хауса его хозяйка проводит обряд по вызову Дионина, во время которого Ева должна быть принесена ему в жертву. В последний момент Энгусу удаётся сбросить в пасть чудовищу Сильвию, после чего Флинт кидает туда гранату. Себе и Мэри юноша вводит сыворотку от змеиных укусов. В Тэмпл-Хаус приезжает Д’Эмптон, и молодые люди собираются отметить победу над червём. Однако Энгус случайно узнаёт, что сыворотку перепутали. Когда лорд и археолог едут в машине, у Флинта вдруг появляется желание отобедать попутчиком.

## Актёры
- Аманда Донохью — леди Сильвия Марш
- Хью Грант — лорд Джеймс Д’Эмптон
- Кэтрин Оксенберг — Ева Трент
- Питер Капальди — Энгус Флинт
- Сэмми Дэвис — Мэри Трент
- Стрэтфорд Джонс — Питерс, слуга лорда Джеймса
- Пол Брук — полицейский Эрни
- Имоджен Клер — Дороти Трент
- Крис Питт — Кевин

## Награды
- 1989 фестиваль Фантаспорто — номинация в категории «лучший зарубежный фантастический фильм»
- 1989 фестиваль Фантафестиваль — награда в категории «Лучшие спецэффекты»
- 1990 номинация на премию Сатурн в категориях:
  - лучшая актриса (Аманда Донохью)
  - лучшие костюмы (Майкл Джеффри)